# 2011년 넥센 히어로즈 시즌
2011년 넥센 히어로즈 시즌은 넥센 히어로즈가 KBO 리그에 참가한 2번째 시즌으로, 우리 히어로즈, 서울 히어로즈 시절까지 합하면 4번째 시즌이다. 김시진 감독이 팀을 이끈 3번째 시즌으로, 강병식이 주장을 맡았다. 팀은 8팀 중 정규시즌 최하위에 그쳐 창단 첫 최하위를 기록하며 포스트시즌 진출에 실패했다.

## 타이틀
- 야구 월드컵 국가대표: 윤지웅, 고종욱
- 조아제약 프로야구대상 특별상: 이숭용
- 카스포인트 어워드 카스모멘트 Best: 심수창
- 스포츠토토 올해의 프런트상: 김기영
- 올스타 선발: 강정호 (유격수)
- 올스타전 추천선수: 김성태, 유한준
- 올스타전 승리팀상: 웨스턴리그
- 수비이닝: 강정호 (1059.1)
- 어시스트: 강정호 (365)

### 퓨처스리그
- 퓨처스 올스타: 이희성, 장종덕, 정범수, 고종욱
- 남부리그 2루타: 박헌도 (25)
- 남부리그 다승: 박성훈 (13)
- 남부리그 승률: 박성훈 (0.765)

## 선수단
- 선발투수 : 문성현, 김수경, 나이트, 강리호, 김성태, 김성현, 심수창, 김세현, 금민철
- 구원투수 : 이보근, 송신영, 마정길, 이정훈, 오주원, 윤지웅, 이태양, 배힘찬, 장시환, 박승민, 김대우, 박성훈, 김상수
- 마무리투수 : 손승락, 정회찬
- 포수 : 강귀태, 허도환, 이해창, 허준, 유선정
- 1루수 : 박병호, 이숭용, 장영석
- 2루수 : 김민성, 지석훈, 신현철, 정범수, 김일경
- 유격수 : 강정호
- 3루수 : 김민우
- 좌익수 : 알드리지, 이승주
- 중견수 : 장민석, 고종욱
- 우익수 : 유한준, 송지만, 오윤, 김도현, 박헌도
- 지명타자 : 조중근, 오재일, 조평호, 박정준, 강병식

## 여담
- 홈구장인 목동 야구장의 좌석 규모를 기존 14260석에서 10600석으로 축소했다.
- 나이트는 원정 경기 12패로 KBO 리그 역대 단일 시즌 원정 경기 최다 기록을 세웠다.
- 박성훈은 KBO 퓨처스리그 남부리그 다승 1위를 차지하여 구단 사상 첫 KBO 퓨처스리그 타이틀 홀더가 되었다.
- 2012 2차 드래프트에서 아무도 지명하지 않았다.

## 같이 보기
- 2008년 우리 히어로즈 / 히어로즈 시즌
- 2009년 히어로즈 / 서울 히어로즈 시즌
- 2010년 넥센 히어로즈 시즌